# Нойндорф-бай-Лобенштайн
Нойндорф-бай-Лобенштайн (нім. Neundorf bei Lobenstein) — громада в Німеччині, розташована в землі Тюрингія. Входить до складу району Заале-Орла. Складова частина об'єднання громад Заале-Реннштайг.
Площа — 11,80 км2. Населення становить Невірний параметр metadata 16 075 071 ос. (станом на 31 грудня 2021).

## Галерея

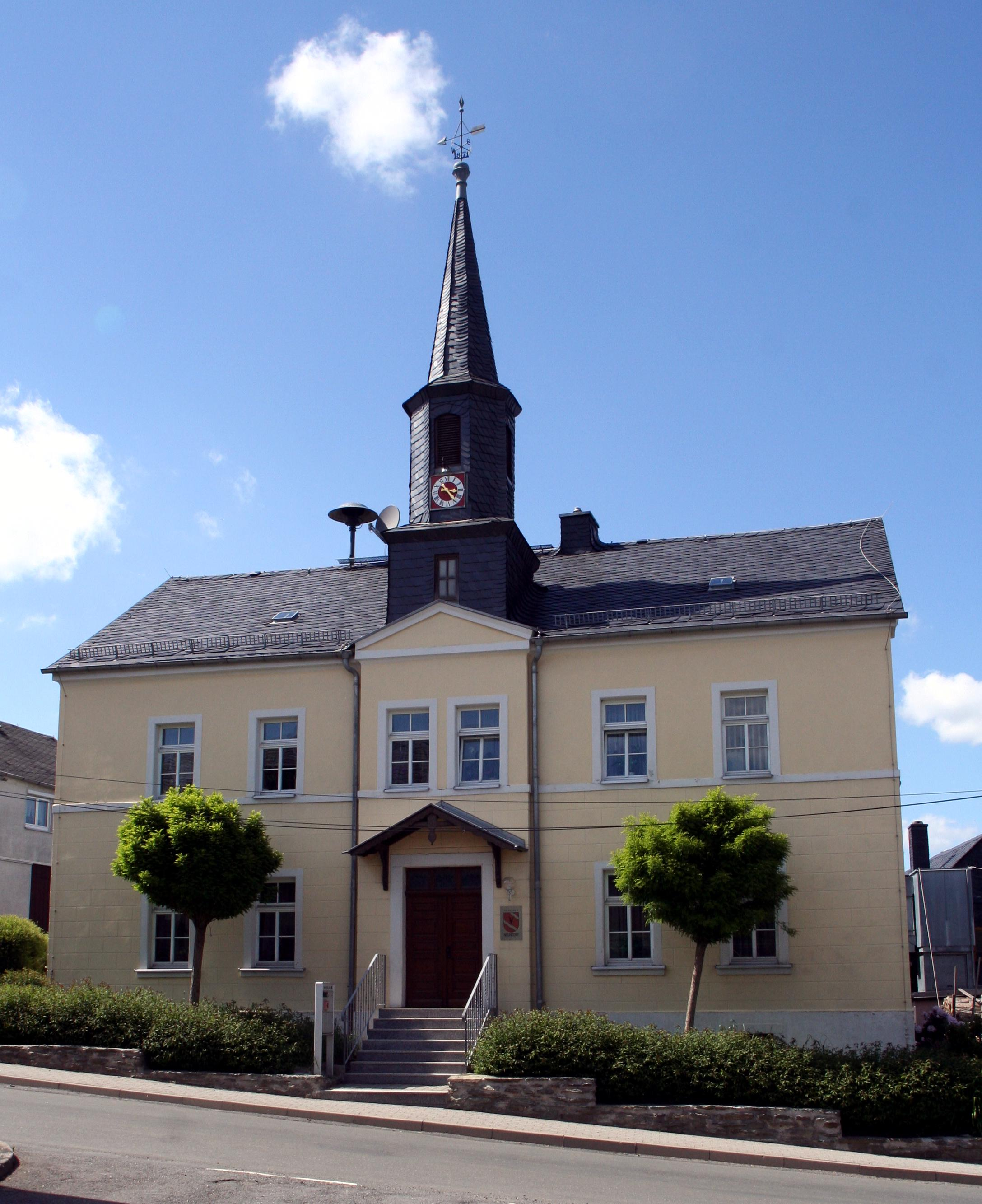